# Bacchisa pallidiventris
Bacchisa pallidiventris är en skalbaggsart som först beskrevs av Thomson 1865.  Bacchisa pallidiventris ingår i släktet Bacchisa och familjen långhorningar.
Artens utbredningsområde är Laos. Inga underarter finns listade.